# اليورومين
كان اليورومين (غالبًا ما تُترجم باسم اليورومين) قبيلة وثقتها المصادر المسمارية في أواخر العصر البرونزي والعصر الحديدي. غالبًا ما تعتبر من أسلاف الأرمن.

## التاريخ
ذكر الآشوريون اليورومين لأول مرة في أوائل القرن الثاني عشر قبل الميلاد. احتل اليورومين مع حلفائهم موشكي وكاسكا (أبيشلو) أراضي ألزي وبوروكوزي (بالقرب من منبع نهر دجلة، غرب بحيرة وان)، مما دفع السكان المحليين إلى عدم دفع الضرائب.
اقترح إيغناس جيلب أن اليورومين ربما تم ذكرهم قبل ذلك بكثير، باسم «اليوروموم» من أسطورة كوثين من نارام سين، والتي تعود إلى الألفية الثالثة قبل الميلاد. لكن إيغور دياكونوف وضع اليوروموم في عيلام.
لقد ربطهم فياتشيسلاف إيفانوف بـ«الأوراميين» في نص آشوري منفصل يعود تاريخه أيضًا إلى حوالي 2000 قبل الميلاد.

## الموقع
يُعتقد أن اليورومين قد أتوا في الأصل من الشمال (حلف حياسة عزيزي) أو الشمال الغربي (الحثيين). ومع ذلك، غالبًا ما يرتبط اليورومين بأراضي أرمي وأوروم (اليورومين الداخليين)، الواقعة غرب بحيرة وان في إقليم شوبريا (ساسون الحديثة). عُرفت هذه الأراضي منذ القرن الثامن قبل الميلاد من السجلات الآشورية والأورارتية. في النصوص الأورارتية تم ذكره باسم أورم.

## الصناعة العرقية اللغوية
لا يُعرف سوى القليل عن لغة قبيلة اليورومين، ومع ذلك، فإن اسمها ووجود الأسماء الجغرافية الأرمينية في المنطقة، دفع إيغور دياكونوف وعلماء آخرين إلى اقتراح أن اليورومين (إلى جانب مع حلفائها الموشكي) ربما كانوا متحدثين بالأرمينية البدائية، وهي الجد المباشر للغة الأرمنية الحديثة.
نشأت الأسماء الأجنبية «أرمينيا» و«الأرمن» من الأورارتية «أرميني» أو أنها تعني «ساكن أرمي».
اقترح بتروسيان أن اسم «اليورومين» ربما كان يُلفظ «أورومو» وربما كان شكلًا من أشكال اللهجة لكلمة «آرام» و / أو «أرمي»، والذي اشتقه من الهندية الأوروبية البدائية "rē-mo-*" (بمعنى أسود).
وفقًا للتقاليد الأرمنية، كان للبطريرك الأرمني الأسطوري آرام ابن عم وعميد اسمه مشاك (ميساك أو موشوك). اقترح العلماء وجود صلة بين الأسماء آرام اليورومين وميشاك وموشكي.